# Уккіра Перувалуді
Пандьян Уккіра Перувалуді (Перу Валудхі) (там. பாண்டியன் உக்கிரப் பெருவழுதியார்; сер. I ст. н. е.) — правитель держави Пандья.

## Життєпис
Спадкував правителю Мутрія Челіану. Продовжив активну зовнішню політику. Переміг Венгаймарбхана, володаря Гаанапереїла (Каалаяра Койла), на честь цього отримав ім'я Пандіян Гаанапереїл Тхандха Уккіра Перувалуді. Також його союзником був Мавенка, правитель Чери.
Активно підтримував поетів, продовжуючи традицію попередників, очоливши поетичну академію в Мадураї, так званий Третій Санграм. При його дворі творив поет Тіруваллувар. Вважається, що за його підтримки було складено поему-антологію «Аканануру». Також сам був автором 3 віршів, що увійшли в антології «Натрінаї», «Аканануру» і «Тіруваллува Маалаї» — 98, 26 і 4 вірші відповідно.
Про його наступників нічого невідомо. Першим після значного періоду невідомості достеменно підтвердженим правителем Пандьї став Кадунгон, що панував наприкінці VI ст. н. е.